# Rhagidiidae
Rhagidiidae zijn  een familie van mijten. Bij de familie zijn 28 geslachten met circa 160 soorten ingedeeld.